# Oficina de les Nacions Unides per a la Coordinació d'Assumptes Humanitaris
L'Oficina per a la Coordinació d'Assumptes Humanitaris (en anglès United Nations Office for the Coordination of Humanitarian Affairs, coneguda per les seves sigles OCHA), és una dependència del Secretariat General de les Nacions Unides creada al desembre de 1991 per la Resolució 46/182 de l'Assemblea General de les Nacions Unides. La resolució té per objectiu millorar la resposta de l'ONU a emergències complexes i desastres naturals i remplaza a l'Oficina de les Nacions Unides per a la Coordinació de Respostes a Desastres, que existia des de 1972. OCHA va ser el resultat de la reorganització, en 1998 de l'antiga oficina amb la finalitat de centrar-se en desastres majors. El mandat de l'OCHA es va expandir per incloure la coordinació de respostes de caràcter humanitari, desenvolupament polític i suport a les activitats humanitàries per ajuda humanitària.
El personal de l'OCHA és de més de 1000 persones, distribuït entre les seves seus principals a Nova York i Ginebra, 7 oficines regionals, 24 oficines de camp a Àfrica, Amèrica Llatina i el Carib, Europa, Orient Mitjà i Àsia.
El seu pressupost en 2008 és de prop de 170 milions de dòlars nord-americans, en la seva majoria provinent dels estats membres de l'ONU i de donants. OCHA és dirigida pel Subsecretari Per a Coordinació d'Assumptes Humanitaris i Resposta a Emergències, actualment Valerie Amos.